# Naoki Maeda (Fußballspieler, 1996)
Naoki Maeda (japanisch 前田 尚輝 Maeda Naoki; * 11. Juni 1996 in Yokosuka) ist ein japanischer Fußballspieler.

## Karriere
Naoki Maeda erlernte das Fußballspielen in der Jugendmannschaft von Shonan Bellmare. Hier unterschrieb er 2013 auch seinen ersten Profivertrag. Der Verein spielte in der höchsten Liga des Landes, der J1 League. Am Ende der Saison 2013 stieg der Verein in die zweite Liga ab. 2015 wurde Naoki Maeda an den Drittligisten Fukushima United FC nach Fukushima ausgeliehen. Für den Drittligisten absolvierte er 77 Ligaspiele. 2019 wechselte er zum Iwaki FC. Der Klub aus Iwaki spielte in der fünften Liga, der Tohoku Soccer League Division 1. Ende 2019 wurde er mit Iwaki Meister der Liga und stieg in die vierte Liga auf. Nach insgesamt 23 Ligaspielen zog es ihn im Februar 2021 nach Europa. Hier unterschrieb er in Finnland einen Vertrag bei Musan Salama. Der Verein aus Pori spielt in der zweiten finnischen Liga, der Ykkönen.

## Erfolge
Iwaki FC
- Tohoku Soccer League Division 1: 2019  ▲